# Liste der Vizegouverneure von North Carolina
Das Amt des Vizegouverneurs wurde im US-Bundesstaat North Carolina durch eine Verfassungsänderung im Jahr 1868 geschaffen. Der jeweilige Amtsinhaber ist Stellvertreter des Gouverneurs sowie Präsident des Staatssenats und hat dort bei Pattsituationen die entscheidende Stimme.
| Name                          | Amtszeit  | Partei       |
| ----------------------------- | --------- | ------------ |
| Tod Robinson Caldwell         | 1868–1871 | Republikaner |
| Curtis Hooks Brogden          | 1873–1874 | Republikaner |
| Robert Franklin Armfield      | 1875–1876 | Demokrat     |
| Thomas Jordan Jarvis          | 1877–1879 | Demokrat     |
| James Lowrie Robinson         | 1881–1885 | Demokrat     |
| Charles Manly Stedman         | 1885–1889 | Demokrat     |
| Thomas Michael Holt           | 1889–1891 | Demokrat     |
| Rufus A. Doughton             | 1893–1897 | Demokrat     |
| Charles Albert Reynolds       | 1897–1901 | Republikaner |
| Wilfred D. Turner             | 1901–1905 | Demokrat     |
| Francis Donnell Winston       | 1905–1909 | Demokrat     |
| William C. Newland            | 1909–1913 | Demokrat     |
| Elijah Longstreet Daughtridge | 1913–1917 | Demokrat     |
| Oliver Max Gardner            | 1917–1921 | Demokrat     |
| William Bryant Cooper         | 1921–1925 | Demokrat     |
| Jacob Elmer Long              | 1925–1929 | Demokrat     |
| Richard Tillman Fountain      | 1929–1933 | Demokrat     |
| Alexander H. Graham           | 1933–1937 | Demokrat     |
| Wilkins Perryman Horton       | 1937–1941 | Demokrat     |
| Reginald Lee Harris           | 1941–1945 | Demokrat     |
| Lynton Yates Ballentine       | 1945–1949 | Demokrat     |
| Hoyt Patrick Taylor senior    | 1949–1953 | Demokrat     |
| Luther Hartwell Hodges        | 1953–1954 | Demokrat     |
| Luther Ernest Barnhardt       | 1957–1961 | Demokrat     |
| Harvey Cloyd Philpott         | 1961      | Demokrat     |
| Robert W. Scott               | 1965–1969 | Demokrat     |
| Hoyt Patrick Taylor Jr.       | 1969–1973 | Demokrat     |
| James Baxter Hunt             | 1973–1977 | Demokrat     |
| James Collins Green           | 1977–1985 | Demokrat     |
| Robert Byrd Jordan            | 1985–1989 | Demokrat     |
| James Carson Gardner          | 1989–1993 | Republikaner |
| Dennis A. Wicker              | 1993–2001 | Demokrat     |
| Beverly Eaves Perdue          | 2001–2009 | Demokrat     |
| Walter H. Dalton              | 2009–2013 | Demokrat     |
| Dan Forest                    | 2013–2021 | Republikaner |
| Mark Keith Robinson           | seit 2021 | Republikaner |